# ロケタス・デ・マル
ロケタス・デ・マル（スペイン語: Roquetas de Mar）は、スペイン・アンダルシア州アルメリア県のムニシピオ（基礎自治体）。地中海に面したリゾート地である。

## 歴史
ローマ時代、トゥラニアナ(Turaniana)と名づけられた最古の定住地は、現在のロケタスとアグアドゥルセ（現在ロケタス・デ・マルの地区）の間に存在した。洪水が起きたため、町はその後現在のロケタス・デ・マルの地に再建された。
ナスル朝時代、塔や城など防衛設備に囲まれていた。レコンキスタ後に大きな軍事的関心がもたれたが、産業が漁業か製塩しかなく状況は変わらなかった。事実上ロケタス・デ・マルという町が生まれたのは18世紀頃である。それまで近接するエニシュやフェリシュに漁民は暮らしてロケタス・デ・マルへ通っており、ロケタス・デ・マルに定住することはなかったのである。
1950年代、ロケタス・デ・マルは県有数の重要都市として勢いづくようになった。スペイン農業省傘下の国立植民研究機関が、さらなる自治体の発展のため必要なインフラストラクチャーを設けたのである。最低限の居住装備を持つ住宅の集まる小さなコミュニティーに、次第に農民が定住し始めた。廃れたアルプハーラ山地出身者が多かった。この現象は数年間急激に続き、自治体郊外で地区の拡大が見られた。

## 政治
| 任期      | 首長名                        | 政党 |
| --------- | ----------------------------- | ---- |
| 1979–1983 | Juan Emeterio Martínez Romera | PSOE |
| 1983–1987 | Juan Antonio Pérez Martínez   | PSOE |
| 1987–1991 | Juan Emeterio Martínez Romera | AIDA |
| 1991–1995 | Juan Emeterio Martínez Romera | AIDA |
| 1995–1999 | Gabriel Amat Ayllón           | PP   |
| 1999–2003 | Gabriel Amat Ayllón           | PP   |
| 2003–2007 | Gabriel Amat Ayllón           | PP   |
| 2007–2011 | Gabriel Amat Ayllón           | PP   |
| 2011–2015 | Gabriel Amat Ayllón           | PP   |
| 2015–2019 | Gabriel Amat Ayllón           | PP   |
| 2019–2023 | n/d                           | n/d  |
| 2023–     | n/d                           | n/d  |

## 出身者
- ガブリエル・カラ・ゴンサーレス（スペイン語版） : 歴史学者。
- カルメン・マルティン : ハンドボール選手。
- イバン・バルベロ : サッカー選手。
- アレックス・バエナ : サッカー選手。